# 1970-es magyar labdarúgó-bajnokság (első osztály)
A Labdarúgó-szövetség 1950 óta negyedszer változtatta meg a bajnokság rendszerét, most az őszi-tavaszi lebonyolításra állt át. Két nyolcas csoportra osztották a tizenhat csapatot.
Mindegyik csoport győztese 8 pontot kapott, a többi csapat a helyezésétől függően 7-1 pontot. Ezeket a pontokat hozzáadták az 1970-71-es szezonban elért pontjaik számához. A csapatok, amelyek a csoportjukban azonos helyen végeztek, egymás ellen játszottak, és így alakult ki a végső sorrend. Ebben a bajnokságban nem volt kieső az első osztályból.
Szűcs Lajos a Ferencvárosból a Honvédba ment át, mivel a Fradi nem járult ehhez hozzá, egy évig nem léphetett pályára.

## A végeredmény

### 1970. évi tavaszi Nemzeti Bajnokság, A csoport

#### Táblázat
|   | Csapat             | Játszott | Gy | D | V  | L  | K  | GK  | Pont | Megjegyzés                                            |
| - | ------------------ | -------- | -- | - | -- | -- | -- | --- | ---- | ----------------------------------------------------- |
| 1 | Újpesti Dózsa      | 14       | 11 | 1 | 2  | 37 | 13 | +24 | 23   | 1971-72-es BEK                                        |
| 2 | MTK                | 14       | 8  | 2 | 4  | 19 | 12 | +7  | 18   | 1970–1971-es közép-európai-kupa                       |
| 3 | Vasas SC           | 14       | 7  | 4 | 3  | 19 | 13 | +6  | 18   | 1971-72-es UEFA-kupa, 1970–1971-es közép-európai-kupa |
| 4 | Diósgyőri VTK      | 14       | 7  | 4 | 3  | 16 | 13 | +3  | 18   | 1970–1971-es közép-európai-kupa                       |
| 5 | Tatabányai Bányász | 14       | 4  | 4 | 6  | 15 | 17 | -2  | 12   |                                                       |
| 6 | Videoton           | 14       | 3  | 2 | 9  | 16 | 28 | -12 | 8    |                                                       |
| 7 | Komlói Bányász     | 14       | 3  | 2 | 9  | 14 | 26 | -12 | 8    | 1971-72-es KEK                                        |
| 8 | Rába ETO           | 14       | 3  | 1 | 10 | 9  | 23 | -14 | 7    |                                                       |

#### Kereszttáblázat
|                    | ÚJP | MTK | VAS | DVTK | TAT | VID | KOMLÓ | ETO |
| ------------------ | --- | --- | --- | ---- | --- | --- | ----- | --- |
| Újpesti Dózsa      | XXX | 3-2 | 3-1 | 3-0  | 2-1 | 5-1 | 5-0   | 3-0 |
| MTK                | 2-0 | XXX | 0-1 | 3-1  | 0-0 | 0-3 | 2-1   | 2-0 |
| Vasas SC           | 1-3 | 1-2 | XXX | 1-1  | 1-0 | 3-1 | 2-0   | 1-0 |
| Diósgyőri VTK      | 1-1 | 1-0 | 0-0 | XXX  | 1-1 | 2-0 | 1-0   | 1-0 |
| Tatabányai Bányász | 0-1 | 0-0 | 1-1 | 2-5  | XXX | 2-0 | 3-1   | 2-1 |
| Videoton           | 2-5 | 0-1 | 2-2 | 0-1  | 2-1 | XXX | 1-1   | 3-0 |
| Komlói Bányász     | 0-3 | 1-3 | 0-1 | 2-0  | 2-1 | 3-0 | XXX   | 2-2 |
| Rába ETO           | 2-0 | 0-2 | 0-3 | 0-1  | 0-1 | 2-1 | 2-1   | XXX |

### 1970. évi tavaszi Nemzeti Bajnokság, B csoport

#### Táblázat
|   | Csapat              | Játszott | Gy | D | V | L  | K  | GK  | Pont | Megjegyzés                      |
| - | ------------------- | -------- | -- | - | - | -- | -- | --- | ---- | ------------------------------- |
| 1 | Ferencváros         | 14       | 8  | 4 | 2 | 17 | 8  | +9  | 20   | 1970–1971-es UEFA-kupa          |
| 2 | Bp. Honvéd SE       | 14       | 8  | 2 | 4 | 26 | 9  | +17 | 18   |                                 |
| 3 | Csepel SC           | 14       | 6  | 5 | 3 | 18 | 6  | +12 | 17   | 1970–1971-es közép-európai-kupa |
| 4 | Pécsi Dózsa         | 14       | 6  | 4 | 4 | 18 | 11 | +7  | 16   |                                 |
| 5 | Dunaújvárosi Kohász | 14       | 4  | 4 | 6 | 15 | 22 | -7  | 12   |                                 |
| 6 | Haladás             | 14       | 3  | 5 | 6 | 13 | 22 | -9  | 11   |                                 |
| 7 | Salgótarjáni BTC    | 14       | 3  | 4 | 7 | 14 | 25 | -11 | 10   |                                 |
| 8 | SZEOL               | 14       | 3  | 2 | 9 | 15 | 33 | -18 | 8    |                                 |

#### Kereszttáblázat
|                     | FTC | HONV | CSEP | PÉCS | DÚV | HAL | SBTC | SZEOL |
| ------------------- | --- | ---- | ---- | ---- | --- | --- | ---- | ----- |
| Ferencváros         | XXX | 1-0  | 1-0  | 1-0  | 2-0 | 2-1 | 2-0  | 4-0   |
| Bp. Honvéd SE       | 3-0 | XXX  | 0-2  | 1-1  | 1-0 | 3-0 | 4-1  | 7-0   |
| Csepel SC           | 0-0 | 0-0  | XXX  | 0-0  | 5-0 | 0-0 | 4-1  | 3-0   |
| Pécsi Dózsa         | 0-0 | 0-1  | 0-1  | XXX  | 4-0 | 2-0 | 2-0  | 1-0   |
| Dunaújvárosi Kohász | 1-1 | 2-1  | 1-1  | 0-2  | XXX | 1-1 | 4-1  | 1-0   |
| Haladás             | 1-1 | 0-2  | 1-0  | 3-1  | 2-1 | XXX | 2-2  | 1-1   |
| Salgótarjáni BTC    | 1-2 | 1-0  | 0-1  | 1-1  | 0-0 | 2-1 | XXX  | 2-0   |
| SZEOL               | 1-0 | 1-3  | 2-1  | 3-4  | 1-4 | 4-0 | 2-2  | XXX   |

### Helyosztók (az első, harmadik, ötödik, hetedik, kilencedik, tizenegyedik, tizenharmadik, tizenötödik helyért)
| 1. csapat          | Össz. | 2. csapat           | 1. mérk. | 2. mérk. |
| ------------------ | ----- | ------------------- | -------- | -------- |
| Újpesti Dózsa      | 4-3   | Ferencvárosi TC     | 3-2      | 1-1      |
| Bp. Honvéd         | 6-2   | MTK                 | 3-1      | 3-1      |
| Vasas              | 5-2   | Csepel SC           | 4-0      | 1-2      |
| Pécsi Dózsa        | 9-4   | Diósgyőri VTK       | 4-1      | 5-3      |
| Tatabányai Bányász | 2-1   | Dunaújvárosi Kohász | 0-0      | 2-1      |
| Videoton           | 8-4   | Haladás             | 7-1      | 1-3      |
| Komlói Bányász     | 4-3   | Salgótarjáni BTC    | 3-1      | 1-2      |
| Szegedi EOL        | 3-3   | Rába ETO            | 0-2      | 3-1      |

A bajnok Újpesti Dózsa játékosaiSzentmihályi Antal (15) – Káposzta Benő (14), Solymosi Ernő (15), Noskó Ernő (16) – Dunai III Ede (16), Zámbó Sándor (15) – Fazekas László (16), Göröcs János (13), Bene Ferenc (16), Dunai II Antal (16), Nagy László (13).
Játszott még: Juhász Péter (10), Bánkuti István (4), Tóth András (4), Borbély László k. (2), Horváth József (2), Simon János (1).
Edző: Baróti Lajos
Az ezüstérmes Ferencvárosi TC játékosai
Géczi István (16) – Novák Dezső (13), Páncsics Miklós (16), Vépi Péter (12), Megyesi István (16) – Juhász István (16), Mucha József (13) – Füsi János (16), Branikovits László (16), Kű Lajos (12), Szőke István (14).
Játszott még: Bálint László (9), Albert Flórián (8), Horváth Árpád (6), Rákosi Gyula (6), Bartosik János (2), Havasi Sándor (2), Németh Miklós (2).
Edző: Kalocsay Géza
A bronzérmes Bp. Honvéd játékosai
Bicskei Bertalan (16) – Molnár László (13), Ruzsinszky József (14), Vági István (10), Tajti József (14) – Tóth Gyula (12), Komora Imre (16) – Pusztai László (15), Kocsis Lajos (13), Tichy Lajos (9), Szurgent Lajos (10).
Játszott még: Kozma Mihály (9), Vári Pál (9), Marosi László (8), Pintér Sándor (8), Pál József (6), Karakas József (4), Tieber László (4), Tussinger Antal (4), Varga István (4), Hajdú Lajos (1).
Edző: Preiner Kálmán

### Nemzetközi kupaindulók
- Újpesti Dózsa – 1970-1971-es bajnokcsapatok Európa-kupája
- Bp. Honvéd – 1970-1971-es kupagyőztesek Európa-kupája[1]
- Ferencvárosi TC, Pécsi Dózsa[2] – 1970-1971-es vásárvárosok kupája
- MTK, Vasas SC, Csepel SC, Diósgyőri VTK – 1970-1971-es közép-európai kupa

## Díjak
| Bajnok 1970                 |
| Újpesti Dózsa 11. Bajnokság |

| Az év játékosa               | Gólkirály                             |
| Fazekas László Újpesti Dózsa | Dunai II Antal Újpesti Dózsa (14 gól) |

### Góllövőlista
| Gól | Név                 | Klub             |
| --- | ------------------- | ---------------- |
| 14  | Dunai II Antal      | Újpesti Dózsa SC |
| 10  | Bene Ferenc         | Újpesti Dózsa SC |
| 9   | Farkas János        | Vasas SC         |
| 8   | Horváth András      | Diósgyőri VTK    |
| 8   | Máté János          | Pécsi Dózsa SC   |
| 8   | Puskás Lajos        | Vasas SC         |
| 8   | Rottenbiller István | Csepel SC        |